# Myxomphalia
Myxomphalia Hora – gatunek grzybów należący do rzędu pieczarkowców (Agaricales). W Polsce występuje tylko jeden przedstawiciel tego rodzaju.

## Charakterystyka
Owocniki pępówkowate lub lejkowate. Kapelusz higrofaniczny, półprzezroczysty, gładki; blaszki przyrośnięto-zbiegające. Trzon mniej więcej tego samego koloru co kapelusz. Zarodniki grubościenne, amyloidalne, gładkie lub drobno brodawkowate. Cheilocystydy i pleurocystydy liczne lub rozproszone. Skórka kapelusza i trzonu dobrze rozwinięta, typu ixocutis. Strzępki miąższu amyloidalne, nie dekstrynoidalne, ze sprzążkami.
Grzyby saprotroficzne występujące w grupach, zwykle na zmineralizowanej glebie, często na wypaleniskach, rzadko w wilgotnych miejscach, w lasach i poza nimi. Są szeroko rozpowszechniony w Europie i Ameryce Północnej.
Rodzaj Myxomphalia jest bardzo podobny do Fayodia i Gamundia. Rodzaj Fayodia różni się tym, że ma okrągłe zarodniki z dwuwarstwową ścianą składającą się z nieamyloidalnego episporium i amyloidalnego perisporium, 2-zarodnikowe podstawki, brak pleurocystyd i nieżelatynizowane warstwy pokrywające kapelusz i trzon. Gamundia ma elipsoidalne, cienkościenne, nieamyloidalne, drobno zdobione zarodniki.

## Systematyka i nazewnictwo
Pozycja w klasyfikacji: Incertae sedis, Agaricales, Agaricomycetidae, Agaricomycetes, Agaricomycotina, Basidiomycota, Fungi.
Takson utworzył w 1960 roku Frederick Bayard Hora. Gatunki:
- Myxomphalia agloea (Singer & Passauer) Antonín 1999
- Myxomphalia invita (P. Karst.) M.M. Moser 1986
- Myxomphalia marthae (Singer & Clémençon) M.M. Moser 1978
- Myxomphalia maura (Fr.) Hora 1960 – tzw. śluzopępka węglolubna

Wykaz gatunków i nazwy naukowe na podstawie Index Fungorum. Nazwa polska według Władysława Wojewody.